# Свята Косова

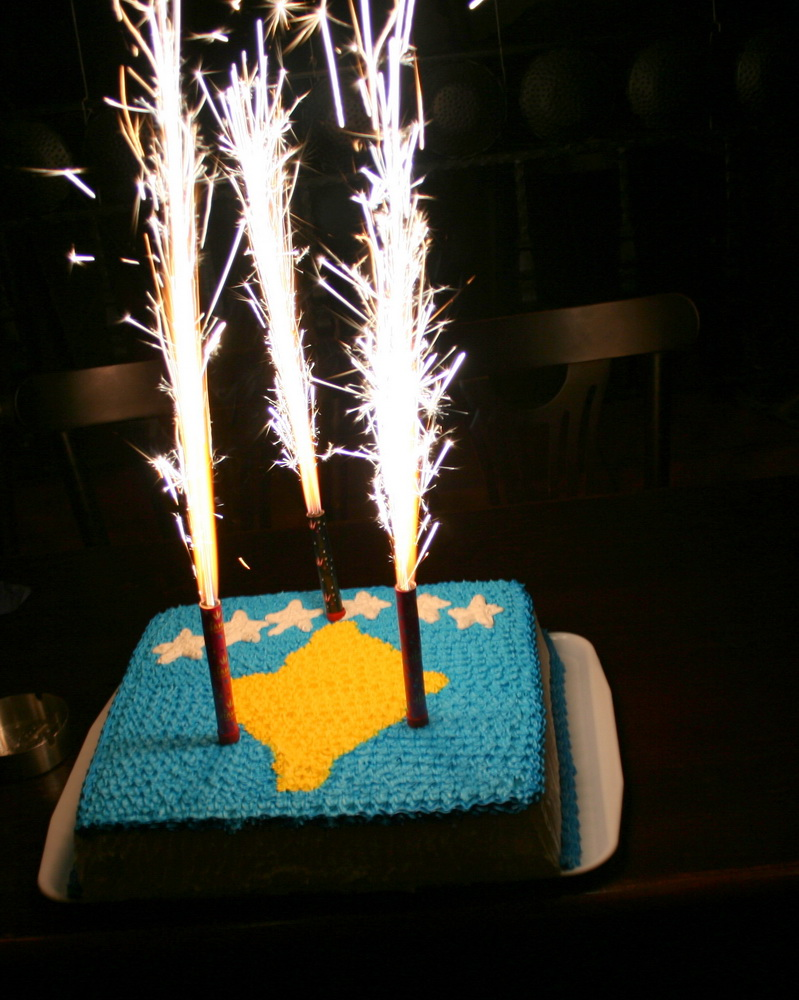
Святкування Дня Незалежності: торт у вигляді національного прапора

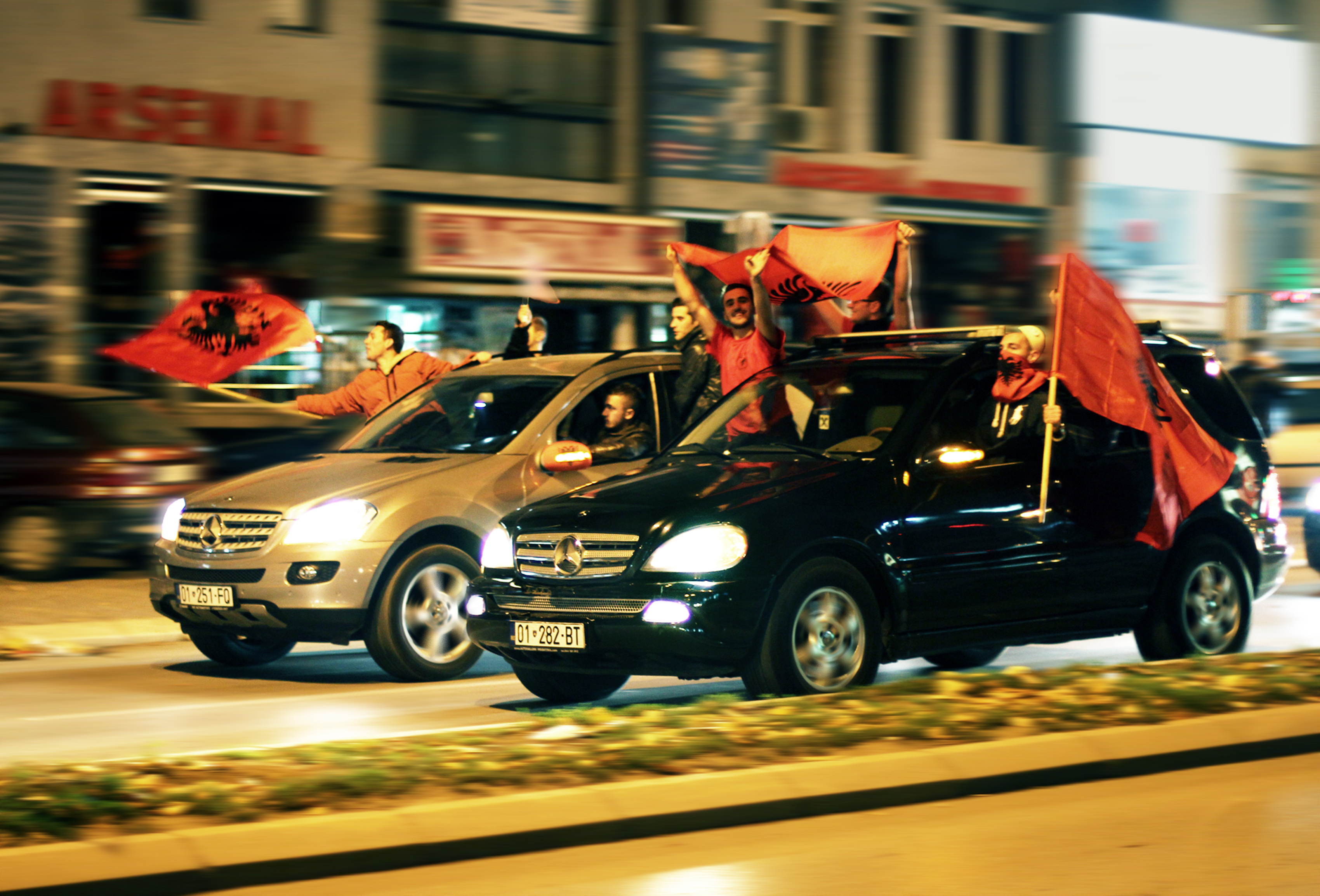
Албанські прапори у Приштині, 28 листопада 2012. У цей день у албанці відзначають річницю проголошення незалежності, а косовари — День албанського прапора.

Це список державних свят в Косово, 2015.

## Список
| Дата      | Назва                                  | Місцева назва                               | Примітки    |
| --------- | -------------------------------------- | ------------------------------------------- | ----------- |
| 1 січня   | Новий Рік                              | Viti i Ri                                   |             |
| 2 січня   | Новий Рік                              | Viti i Ri                                   |             |
| 7 січня   | Різдво Христове                        | Krishtlindjet Ortodokse (Pravoslavni Božić) | Православ'я |
| 17 лютого | День Незалежності                      | Dita e Pavarësisë                           | 2008        |
|           | Великдень                              | Pashkët Katolike (Katolicki Uskrs)          | Католицтво  |
| 9 квітня  | День конституції                       | Dita e Kushtetutës                          |             |
| 1 травня  | День міжнародної солідарності трудящих | Dita Ndërkombëtare e Punës                  |             |
|           | Великдень (православний)               | Pashkët Ortodokse (Pravoslavni Uskrs)       | Православ'я |
| 9 травня  | День Європи                            | Dita e Evropës                              |             |
|           | Свято розговіння                       | Bajrami i Madh (Fitër Bajrami)              | Іслам       |
|           | Курбан-байрам                          | Bajrami i Vogël (Kurban Bajrami)            | Іслам       |
| 25 грудня | Різдво Христове                        | Krishtlindjet Katolike (Katolicki Božić)    | Католицтво  |